# François Omam-Biyik
François Omam-Biyik, född 21 maj 1966 i Sackbayémé, är en kamerunsk fotbollstränare och före detta spelare. Omam-Biyik representerade Kamerun vid VM 1990, 1994 och 1998, samt vid Afrikanska mästerskapen 1990, 1992 och 1996.